# Старосинявська центральна районна бібліотека
Старосинявська центральна районна бібліотека — інформаційний, освітній і культурний заклад, який допомагає отримати потрібну інформацію, долучатися до світових культурних надбань, цікаво і змістовно провести дозвілля.

## Основні завдання бібліотеки
обслуговування користувачів, забезпечення їх інформацією та книгою;
формування та збереження бібліотечного фонду;
піднесення ролі бібліотеки в суспільному й особистому житті кожного громадянина.
У бібліотеці ви можете отримати необхідні документи з різних галузей знань та різного читацького призначення, ознайомитись з книжковими виставками, переглядами літератури, книжковими поличками різної тематики.
До послуг користувачів Старосинявської ЦРБ:
універсальний книжковий фонд, який нараховує понад 24 тис. документів;
щорічна передплата 40 назв журналів і газет, з них краєзнавчі:
"Колос";
"Подільські вісті";
"Є! Поділля".
тематичні теки, які постійно поповнюються новою інформацією на актуальні запити читачів;
видання бібліотеки:
рекомендаційні та інформаційні списки літератури;
методичні рекомендації для бібліотекарів;
біобібліографічні довідки та інше;
алфавітний та систематичний каталоги;
систематична картотека статей, краєзнавча, персоналій та тематичні картотеки;
тектова база даних "Видатні люди району";
постійно діюча виставка нових надходжень;
підбір літератури за темами;
проведення екскурсій бібліотекою, культурно-мистецьких заходів: свят, літературних вечорів, презентацій книг, днів інформації;
комп'ютерні послуги:
доступ до глобальної мережі internet;
копіювання;
сканування;
друк.
У бібліотеці діють:
центр регіональної інформації;
пункт європейської інформації;
internet;
клуб за інтересами "Порадник";
літературно-мистецька світлиця "Дотик до душі";
літературне об'єднання "Джерелинка".
У нас ви можете:
отримати інформацію про наявність у бібліотеці необхідного документу;
отримати будь-який документ з фонду книгозбірні для користування у читальній залі;
замовити потрібну книгу в інших бібліотеках по міжбібліотечному абонементу;
скористатись допомогою працівників бібліотеки в пошуку джерел інформації;
наблизитись до скарбів світової думки, знайти велику користь для душі, одержати естетичну насолоду, змістовно провести свій вільний час;
відвідати літературні та тематичні вечори, презентації книг, зустрічі з поетами, відомими краянами, інформаційні та історичні години.

## Історія
Старосинявська центральна районна бібліотека створена у 1925 році. 1926 року почала діяти при райсільбуді і нараховувала 1590 примірників книг.
У роки Великої Вітчизняної війни книгозбірня не працювала, фонд був знищений. В 1944 році відновила свою роботу, зібрано в населення 340 та куплено 64 книги. Із періодики бібліотека одержувала 7 назв газет. Обслуговувала книгозбірня на абонементі 96 та у читальному залі — 50 читачів. Бібліотека займала одну кімнату. Завідувачкою бібліотеки працювала Коропчук Марія Василівна.
1945 року кількість книг збільшилась удвічі і становила 896 примірників. На кінець 1945 року бібліотека одержувала 17 назв газет і 9 найменувань журналів.
1947 року в бібліотеці відкрито відділ дитячої літератури.
З лютого 1950 року колектив районної бібліотеки очолював Микола Макарович Макогонський. Бібліотека стала головною мистецькою установою району, здійснювала організаційно-методичну роботу в сільських бібліотеках. Фонд районної книгозбірні налічував 4845 примірників. Мережа бібліотек району в ці роки розширилася до 38 книгозбірень.
У дитячій бібліотеці виділено два абонементи : 1—3 та 4—8 класів, було введено дві штатні одиниці. З 1968 року на абонементі 4—8 класів працювала Костик Л. М., а з 1970 року на абонементі 1 — 3 класів — Ганжул Г. М.
З метою підвищення кваліфікації працівники районної книгозбірні проходили курси в обласній бібліотеці, надавали допомогу при виїздах у сільські бібліотеки.
1979 року районні та сільські бібліотеки були об’єднані в єдину централізовану бібліотечну систему на базі центральної районної бібліотеки з єдиним штатом, бюджетом, адміністративно-господарським керівництвом. У Старосинявську централізовану бібліотечну систему увійшло 36 сільських бібліотек, центральна районна бібліотека для дорослих та районна бібліотека для дітей. Фонд на початок централізації становив 312000 примірників. У структуру ЦБС увійшли такі відділи: відділ обслуговування, методичний, комплектування й обробки літератури, відділ організації і збереження книжкового фонду. Придбана література відповідала запитам читачів, комплектування здійснювалось плановим замовленням за тематичними планами видавництва.
Особливу увагу приділяли пропаганді книги на виробничих ділянках, де організовувались книжкові виставки, зустрічі читачів з передовиками сільського виробництва, ввійшли в практику вечори–портрети, дні культури на тваринницьких фермах, у тракторних бригадах.
У бібліотеках району проводилась робота по популяризації  книжкових фондів. Чимало зусиль докладають завідувачі бібліотеками–філіями Ярославська В. Н. (с. Адампіль), Осадчук Л. Ф. (с. Нова Синявка), Костенко К. І. (с. Ївки), Подзігун Н. П.(с. Теліжинці)., Заграйчук Л. О. (с. Дашківці), Закревська Я. Ф. (с. Іванківці)., Дрищук Ф. Ю. (с. Заставці), їхній трудовий стаж (кожної) — понад три десятки років.
Постійно приділялась увага вивченню, узагальненню та впровадженню передового досвіду роботи бібліотек–філій. З цією метою в районі створено школу передового досвіду по збереженню та використанню книжкових фондів на базі Теліженецької бібліотеки–філіалу. Понад 40 років у цій книгозбірні працювала Подзігун Надія Потапівна.
1983 року всі бібліотеки удосконалюють роботу щодо переведення фондів і каталогів на нові таблиці ББК.
З 1984 року колектив центральної районної бібліотеки очолила Маліновська (Мальченко) Галина Степанівна. За її керівництва у бібліотеках району поліпшилась краєзнавча робота, яка стала одним із пріоритетів бібліотечної діяльності. Повсякденно велася популяризація книг про рідний край, його природні багатства, економічні ресурси, героїчне минуле та сьогодення, про життя та діяльність наших земляків. Книги з краєзнавства були виділені окремо на стелажах,оформлялись книжкові виставки, полички. Регулярно проводились бесіди, перегляди нової літератури та інше.
Працівники районної бібліотеки збирають матеріали про видатних людей краю. Виготовили альбом «Наші земляки — Герої Радянського Союзу», підготували серію буклетів «Золоті зірки Старосинявщини», в які ввійшли біографії та рекомендована література про Героїв Радянського Союзу.
При бібліотеках–філіалах створено 22 клуби та любительські об’єднання. У районній бібліотеці для дітей діяв клуб «Калинонька».
В 1993 році центральна районна бібліотека розширила свою матеріальну базу: розташовується в приміщенні районного Будинку культури на центральній вулиці селища, де функціонує і досі.
При ЦРБ з ініціативи голови районного літературного об'єднання "Джерелинка" Любові Сердунич започаткувала свою роботу літературно–мистецька вітальня «Зустріч з прекрасним», яка запрошувала на свої засідання всіх, хто любить поезію, хто має поетичну душу, потяг до мистецтва, спілкування з цікавими людьми. Часті гості вітальні — Сергій Цушко, Любов Сердунич, Марія Молчанова та інші. Відбулася презентація першого поетичного доробку Сергія Цушка «Внутрішні монологи» та поетичних збірок Любові Сердунич. 
У 1994 році на базі центральної районної бібліотеки проведене триденне заняття обласної творчої лабораторії працівників читальних залів бібліотек області на тему «Вдосконалення системи обслуговування читачів у бібліотеках».
В 1995 році відбувся у літературно–мистецькій світлиці «Зустріч із прекрасним» конкурс любителів поезії «Старосинявська весна-1995», який переріс у щорічне свято поезії "Старосинявська весна".
З 1995 року центральна районна бібліотека впроваджує нові додаткові платні послуги: оформлення реєстраційних документів користувачів, користування літературою підвищеного попиту, нічний абонемент, видача складних бібліографічних довідок, складання (доопрацювання) списків літератури для курсових та дипломних робіт.
В 1996 році у мережі Старосинявської ЦБС змін не відбулось, усі працівники у кількісному складі залишились на своїх місцях, але у зв’язку з недостатнім фінансуванням були переведені на неповний робочий день. З 1 липня по 1 грудня працівники знаходились у вимушеній неоплаченій відпустці. Комплектування бібліотек проводилось вкрай незадовільно. За 1996 рік всього надійшло 1436 прим. книг. З місцевого бюджету використано на придбання літератури 300 грн, на підписку періодичних видань — 1550 грн. Але, незважаючи на всі негаразди, бібліотеки все ж таки продовжували обслуговувати населення книгами, проводили різноманітні масові заходи. Найцікавіші з них : тематичний вечір «Чорнобиль — наш біль, наш смуток» (с. Пасічна, с. Нова Синявка), свято поезії «Старосинявська весна-2006» (ЦРБ), урок історичного портрету «Літописець і творець історії України» до 130-річчя від дня народження М.Грушевського (ЦРБ).
Бібліотекарі району провели роботу по збору матеріалів про історію сіл району. Дані матеріали були надруковані на сторінках районної газети «Колос» у рубриці «Книга в газеті». Працівники центральної районної бібліотеки брали активну участь у підготовці до друку матеріалів науково — практичної конференції «Пилявецька битва 1648 року в історії України».
На початку 1997 року у зв’язку з аварійністю приміщення сільського клубу закрито бібліотеку в селі Яблунівка, книжковий фонд бібліотеки був переданий в Цимбалівську бібліотеку-філіал.
В 1997 році у зв’язку з Постановою Кабінетів Міністрів України «Про мінімальні і соціальні нормативи забезпечення населення публічними бібліотеками в Україні» в мережі ЦБС проходить скорочення. Центральна районна бібліотека знаходиться на бюджетному утримані району, закрито відділ комплектування і обробки літератури, відбулись зміни в штатному розкладі ЦБС, а саме з 37 бібліотек залишається 21 бібліотека. Бібліотеки, які не відповідали вимогам мінімальних соціальних нормативів в селах Липки, Олександрівка, Паньківці, Теліжинці, Уласово-Русанівка, Карпівці, Подоляни, Чехи, Щербані, Івки, Ілятка, Буглаї, Дашківці, Миколаївка, Ожарівка зняті з державного реєстру і передані на утримання місцевих бюджетів сільських рад. Бібліотеки сіл Пилява і Олексіївка об’єднані в одну бібліотеку–філіал. Книжкові фонди закритих бібліотек передані на баланс сільських рад.
На 1 січня 1998 року книжковий фонд Старосинявської ЦБС зменшився на 102 000 прим. книг. Зменшилась кількість читачів, книговидачі і відвідування.
У 1997 та 1998 роках книгозбірня переживає значні труднощі: заборгованість із заробітної платні, мале комплектування фонду. Незважаючи на труднощі, бібліотека продовжувала працювати і залишатися духовною скарбницею для своїх читачів.
Знаменитою подією в житті бібліотеки стало святкування першого Всеукраїнського Дня бібліотек 30 вересня 1998 року. Цей указ був свідченням визнання державою важливої ролі бібліотек у суспільному житті. У день професійного свята був організований святковий вогник для працівників бібліотек ЦБС. Найкращим бібліотекарям району було вручено почесні грамоти районної державної адміністрації.
У цей час активізувалася робота бібліотек щодо пропаганди літератури з історії нашого краю. Бібліотеки району взяли участь у проведенні обласного свята козацької звитяги «З твоєї пресвятої волі вовіки буде слава золота».
З березня 1999 року всі працівники районних бібліотек переведені на повні ставки, сільські бібліотекарі — на 0,5 ставки. До послуг жителів району, крім державних бібліотек, діє сітка нестаціонарних форм обслуговування : клуби-бібліотеки, бібліотечні пункти.
У цей час у книгозбірнях району проводилась певна робота з краєзнавства, створено краєзнавчі куточки, оформлено виставки народних умільців та інше. У районній бібліотеці розпочата робота зі створення картотеки знаменитих і пам'ятних дат району та банку даних Поділля. У районній бібліотеці з ініціативи поетеси Любові Сердунич створена і діє літературно-мистецька вітальня «Дотик до душі», на засідання якої запрошуються люди різних професій, яких об'єднує поезія, а також діяв клуб «Любавка» та клуб за інтересами «Порадник».
2001 року директором централізованої бібліотечної системи призначено Ольгу Миколаївну Іванець. У цьому році при центральній районній бібліотеці створено Центр регіональної інформації, головним завданням якого є акумуляція усіх знань, інформації про регіональні та нормативно-правові акти, прийняті органами місцевої влади та надання їх у користування населенню. Забезпеченню прозорості прийняття рішень місцевими органами влади сприяє постійно діюча книжково-фактографічна виставка «Бібліотека і влада: грані співпраці». У кожній сільській книгозбірні створено куточки регіональної інформації «Місцева влада інформує».
Для покращення ситуації з поповненням книжкових фондів у 2003 році на 5-й сесії районної ради (рішення № 7 від 4 лютого 2003 року) прийнято районну програму Поповнення бібліотечних фондів Старосинявської ЦБС на період до 2005 року. На виконання цієї Програми з районного та місцевих бюджетів було виділено: 
- 2003 р. — 11295 грн;
- 2004 р. — 7000 грн;
- 2005 р. — 9760 грн.

2004 року на виконання рішення 5-ї сесії районної ради від 4 лютого 2003 року №11 «Про передачу бюджетних установ з районної комунальної власності у сільську, селищну комунальну власність» та наказу №3 від 16 липня 2004 року по Старосинявській ЦБС «Про звільнення по переводу бібліотечних працівників сільських бібліотек-філіалів Старосинявської ЦБС» передано на сільські ради штати і зроблено відповідні зміни у штатному розписі ЦБС. 
Наприкінці 2004 року для районної бібліотеки придбано один комп’ютер, який встановлено в методично-бібліографічному відділі. 
2005 року розпочату роботу щодо створення повнотекстової Бази Даних «Видатні люди районну». У тому ж році придбано для ЦРБ принтер і сканер за спецкошти. 
У 2006 році в рамках програми «Обласна бібліотека — бібліотекам села» Хмельницька обласна наукова бібліотека ім. Островського провела огляд-конкурс на найкращий сценарій масового заходу. За результатами конкурсу сценарій методиста Старосинявської ЦБС години пам’яті жертв голодомору 1932—1933 рр. «Не згасни, свічко пам’яті» увійшов у збірник найкращих сценаріїв масових заходів «Бо ти на Землі — Людина…». 
Протягом 2007 року до бібліотек ЦБС надійшло 2510 примірників видань, з них багато подарункових. Серед краян, які дарують книги бібліотеці, — поетеса і громадська діячка Любов Сердунич, яка дарує власні та багато інших книг.
У рамках державної програми розвитку і функціонування української мови на 2004—2010 роки до дня української писемності та мови проведено такі заходи: літературний вечір «Передаймо нащадкам наш скарб — українську мову» (с. Бабине), свято рідної мови «Ну що б, здавалося, слова» (с. Нова Синявка) та ін.
2008 року для центральної районної бібліотеки придбано один комп’ютер, принтер, підключено до мережі інтернет. Користувачі відчули перевагу нових послуг: електронні копії документа, розмноження інформації, консультації щодо роботи в мережі, особливостей пошуку, відбору, збереження необхідної інформації.
Бібліотеки району взяли участь у Всеукраїнському конкурсі молодіжної творчості «Легенди рідного краю». Центральна Районна бібліотека нагороджена подякою за участь у конкурсі від директора обласної бібліотеки для юнацтва Таньчук Т. М. 
2009 рокуі бібліотеки району брали участь у всеукраїнському конкурсі творчих робіт молоді «Я — патріот». 
Протягом року до районних книгозбірень надійшло 2287 примірників видань. Бібліотечний фонд поповнювався за рахунок різних джерел. Матеріально-технічна база бібліотек Старосинявської ЦБС знаходиться у задовільному стані. Бібліотеку с. Харківці переведено у приміщення місцевої школи, де виділено їй дві кімнати. 
2010 року центральна районна бібліотека відзначала 85 років свого заснування. Свято «Бібліотека — джерело духовності, скарбниця людських думок» відбулось у читальній залі. Колектив бібліотеки нагороджений грамотою від Старосинявської районної ради за значний внесок в розвиток духовності, високий професіоналізм та з нагоди 85-ї річниці заснування бібліотеки. Для бібліотеки придбано 2 кафедри видачі літератури, 1 журнальний столик, доріжка (спонсорська допомога). На сьогодні у районній бібліотеці трудяться справжні фахівці бібліотечної справи: провідний методист Н. Шамрай, бібліограф І категорії Р. Олійник, провідний бібліотекар Н. Налитко, заввідділу обслуговування Н. Лукачек, бібліотекарі І категорії Н. Данілкович та С. Васильчук, художник-оформлювач О. Зваричук.
Краєзнавча робота посідає важливе місце в діяльності кожної бібліотеки Старосинявської ЦБС. В 2010 році в Олексіївській бібліотеці-філіалі відкрито музейну кімнату краєзнавчого напрямку. Експонати розкривають сторінку вікопомної події, яка зробила український народ вільним, а землю — історичною, знайомить з історією виникнення села, з життям народу до сьогодення, переможною битвою під проводом Б. Хмельницького. Постійно проводяться екскурсії, краєзнавчі уроки, краєзнавчі години. 
У бібліотеці-філіалі с. Залісся за рахунок спонсорської допомоги зроблено поточний ремонт бібліотеки, завдяки чому збільшено площу для обслуговування користувачів.
З метою підвищення кваліфікації працівників сільських бібліотек щомісяця проводились методичні дні.
У 2011 році бібліотеки брали участь у обласному огляді-конкурсі на найкращого дорослого читача «Так! Я читаю!», в якому читач Я.Козельський здобув перше місце серед читачів області у номінації «Найкращий читач центральної районної бібліотеки». 
Переведено в краще приміщення сільської школи Сьомаківську бібліотеку-філіал, завдяки чому площа збільшилась на 1 кв. м і становить 34 кв. м. 
При сільських бібліотеках діє 10 клубів за інтересами, які дають змогу читачам більш детальніше познайомитись з тими темами, які їх цікавлять, активно поспілкуватись на засіданнях клубу.                                                                           
Основним завданням бібліотек є обслуговування користувачів, забезпечення їх інформацією та книгою, формування та збереження бібліотечного фонду, піднесення ролі бібліотеки в суспільному і особистому житті кожного громадянина.

## Відділ обслуговування користувачів
У відділі обслуговування працює три людини, які мають середню спеціальну освіту, стаж роботи — понад 20 років. Це завідувачка відділу обслуговування Лукачек Н. В., бібліотекар І категорії Данілкович Н. П., бібліотекар І категорії Васильчук С. І.

## Абонемент
- надає вільний доступ до своїх фондів;
- видає в тимчасове користування документи зі свого фонду;
- організовує книжкові виставки, огляди, перегляди літератури, знайомить з новими надходженнями;
- формує фонд із різних галузей знань;
- запрошує до спілкування у клубі за інтересами «Порадник» і літературно-мистецькій світлиці «Дотик до душі».
Клуб «Порадник» свою роботу спрямовує на профілактику негативних явищ у молодіжному середовищі, організовує змістовне дозвілля для юнацтва, сприяє вирішенню соціально-психологічних проблем молоді. На засіданнях обговорюються різні проблемні теми з юристами, представниками правоохоронних органів, з медичними працівниками.
Особливий інтерес у читачів викликає літературно-мистецька світлиця "Дотик до душі", яка створена з ініціативи поетеси, просвітянки і краєзнавиці Любові Сердунич. У світлиці регулярно проходять засідання, зустрічі з поетами, людьми надзвичайної творчої біографії, презентації книг.

## Читальна зала
Книжковий фонд становить 10462 примірників документів. Фонд укомплектований нормативними та законодавчими документами, енциклопедіями, довідковими виданнями, посібниками, виданнями з питань історії, політики, економіки, бізнесу, банківської справи, гуманітарних наук;
- надає можливість усім читачам використовувати документи зі свого фонду у стінах читальної зали;
- організовує книжкові виставки, огляди, перегляди літератури, проводить літературні вечори, презентації книг, дні нових надходжень, творчі зустрічі з поетами та письменниками;
- збирає та опрацьовує документи про рідний край, нову краєзнавчу літературу;
- пропонує регіональну інформацію.
Читальна зала пропонує для своїх користувачів понад 40 назв періодичних видань, з них 18 назв газет і 23 назви журналів.
Краєзнавчий фонд становить 847 примірників видань. До його складу входять книги, періодичні видання, альбоми, буклети, листівки. Це офіційні документи, науково-популярна, навчальна, художня література, довідкові, інформаційні та бібліографічні видання, тематичні папки газетних та журнальних матеріалів.

## Методично-бібліографічний відділ
Важливою складовою роботи центральної районної бібліотеки є організаційно-методична робота.
- Методичний відділ сприяє виконанню національних і регіональних програм;
- Надає методичну, консультативну та практичну допомогу бібліотекам району;
- Займається підвищенням фахового рівня бібліотечних працівників. З цією метою проводяться семінари, практикуми, школи сільського бібліотекаря, методичні дні, творчі лабораторії, соціологічні дослідження, анкетування;
- Готує і видає консультативні поради, методичні рекомендації, сценарії масових заходів, пам’ятки. У цьому відділі працює три людини: провідний методист Шамрай Н. В., провідний бібліотекар Налитко Н. С., бібліограф І категорії Олійник Р. І.
Працівники методично-бібліографічного відділу використовують досвід роботи районних бібліотек області та обласних бібліотек.